# Black Market Clash
Black Market Clash é um álbum da banda britânica The Clash. Foi lançado originalmente em 1980 em extended play e relançado em 1993 como uma coletânea expandida intitulada Super Black Market Clash.

## Faixas
1. "Capital Radio One"
2. "The Prisioner"
3. "Pressure Drop"
4. "Cheat"
5. "City of The Dead"
6. "Time is Tight"
7. "Bankrobber / Robber Dub"
8. "Armagideon Time"
9. "Justice Tonight / Kick It Over"

## Posição nas paradas musicais
| Ano  | Parada                         | Melhor posição |
| ---- | ------------------------------ | -------------- |
| 1980 | Nova Zelândia (RMNZ)           | 15             |
| 1980 | Estados Unidos (Billboard 200) | 74             |